# Sainte-Croix-en-Plaine
Sainte-Croix-en-Plaine (Duits: Heiligkreuz)  is een gemeente in het Franse departement Haut-Rhin in de regio Grand Est en telde op 1 januari 2022 3.026 inwoners.

## Geschiedenis
Sainte-Croix-en-Plaine maakte deel uit van het arrondissement Colmar tot dit op op 1 januari 2015 fuseerde met het arrondissement Ribeauvillé tot het arrondissement Colmar-Ribeauvillé. De gemeente maakte deel uit van het kanton Colmar-Sud tot dit op 22 maart 2015 werd opgeheven en Sainte-Croix-en-Plaine werd opgenomen in het op die gevormde kanton Colmar-2.

## Geografie
De oppervlakte van Sainte-Croix-en-Plaine bedroeg op 1 januari 2022 25,77 vierkante kilometer; de bevolkingsdichtheid was toen 117,4 inwoners per km².

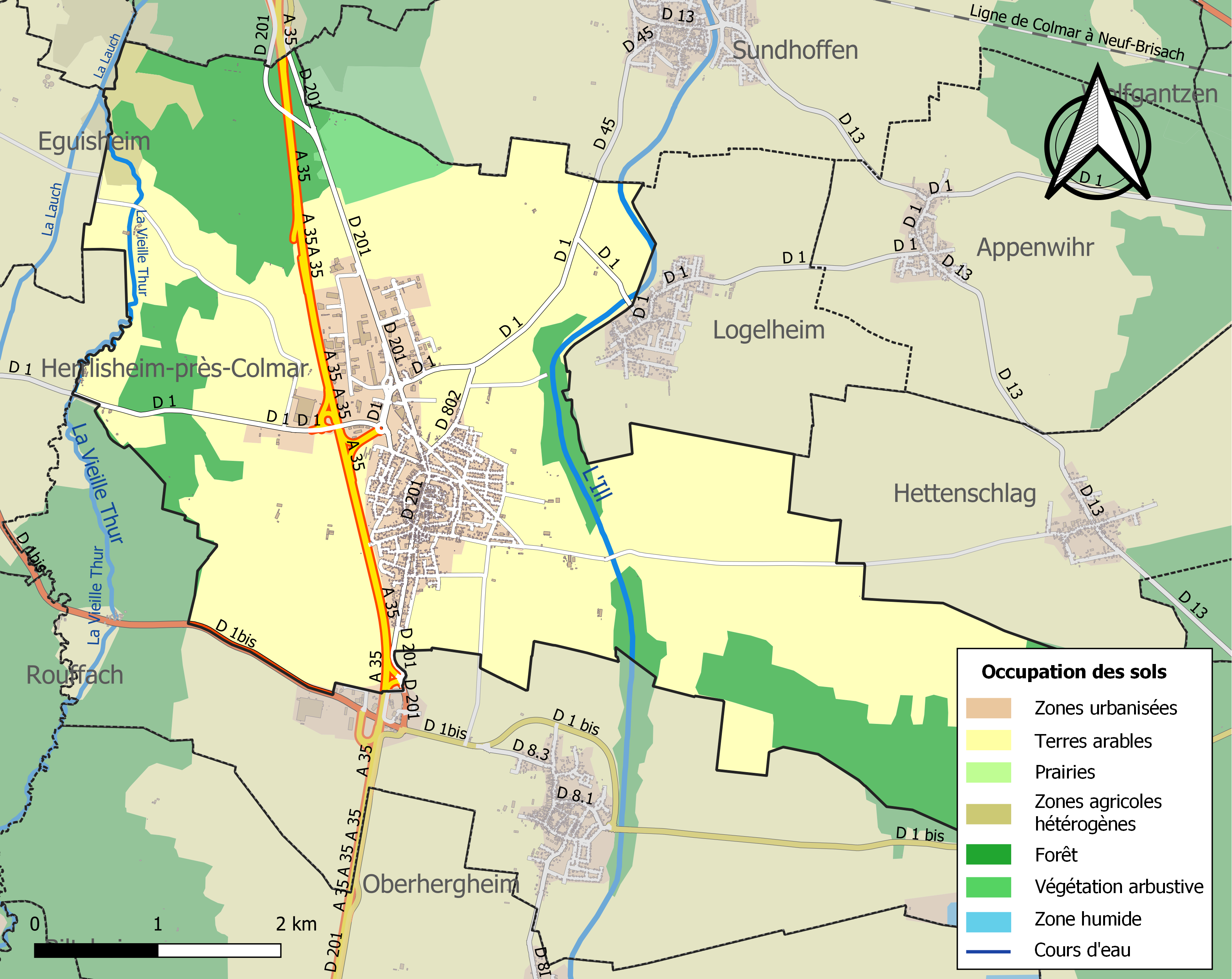
Kaart van de gemeente met de belangrijkste infrastructuur, bodemgebruik en omliggende gemeenten

## Demografie
Onderstaande figuur toont het verloop van het inwonertal (bron: INSEE-tellingen).